# ALLEGRO ANDANTE
1 DAY ACUVUE MOIST ALLEGRO ANDANTE（ワンデーアキュビューモイスト・アレグロ・アンダンテ）は、2007年4月7日から2008年3月29日までJ-WAVEで毎週土曜日23:00-23:54に放送されていた音楽にスポットを当てたラジオ番組である。ナビゲーターは松下奈緒。
またその後は単発の特番として2008年5月2日の22:00-23:45に放送された。

## 概要
番組名の「ALLEGRO ANDANTE」は、音楽の演奏記号の「陽気に・快速に歩くような速さで」という意味である。
松下奈緒のゆったりとした声が持ち味のこの番組。特徴といえば、番組ジングルによく女性(Daniela Tramontano)がイタリア語で喋るが、その声の女性は設定で「天の声」ということになっている。